# Деборра-Лі Фернесс
Деборра-Лі Фернесс Джекман (англ. Deborra-Lee Furness; нар. 30 листопада 1955, Аннандейл, Австралія) — австралійська акторка та продюсерка. Лавреатка кінопремій як найкраща акторка від Кінокритиків Австралії та на Міжнародному кінофестивалі у Сан-Себастьяні. Колишня дружина Г'ю Джекмана.

## Ранні роки
Народилася в Аннандейлі, передмісті Сіднея, Новий Південний Уельс, і виросла в Мельбурні, Вікторія. Мама порадила отримати додаткову спеціальність, на випадок невдалої акторської кар'єри. Послухавшись її, у 18 років вступила до школи секретарок, щоб опанувати стенографію та друк. Вона влаштувалася помічницею Джона Сорелла, режисера новин на Channel 9. Фернесс сподобались на цій посаді терміновість, швидкі дії та висока енергія редакції. За рік вона попросили попрацювати над «No Man's Land», денною програмою поточних подій, яку продюсували виключно жінки та вела Мікі де Стооп. Фернесс почала працювати над шоу як шукач інформації, а згодом стала ефірним репортером. Після роботи на Channel 9 подорожувала Європою протягом одного року.
Вивчала акторську майстерність в Американській академії драматичного мистецтва в Нью-Йорку, яку закінчила 1981 або 1982 року. Виступала на нью-йоркській сцені і зіграла Кетлін, австралійську дружину Коула Джоберті (Біллі Мозес) у телесеріалі «Фелкон Крест», після чого продовжила акторську кар'єру в Австралії.

## Кар'єра
1988 року стала відомою завдяки головній ролі у фільмі «Ганьба», яка принесла нагороди за найкращу жіночу роль від Кінокритиків Австралії та нагороду «Golden Space Needle» Міжнародного кінофестивалю в Сіетлі. Серед інших ролей в телесеріалах «Галіфіакс» і «Летучі лікарі». 1993 року з'явилася в ролі Кріссі в телевізійному мінісеріалі «Старк» з Беном Елтоном і Жаклін Маккензі в головних ролях. 1995 року знялася у фільмі «Янголятко» режисера Майкла Раймера з Жаклін Маккензі та Джоном Лінчем у головних ролях. У фільмі розповідається історія двох хворих шизофренією, які зустрілися під час терапії та пристрасно закохалися.
1995 року знялася у головній ролі в телесеріалі «Корреллі», де познайомилася зі своїм майбутнім чоловіком Г'ю Джекманом. У 1995—1996 роках знімалася в телесеріалі «Вогонь» разом з Енді Андерсоном і Вейном Піграмом. Фернесс зіграла роль Долорес Кеннеді.
Як названа мама двох дітей, Фернесс знана своєю роботою з надання допомоги сиротам у всьому світі й оптимізації міжнародного усиновлення, особливо у рідній Австралії, де вона є патроном й одним із творців Національного тижня інформування про усиновлення. Вона звернулася до Національного пресклубу Австралії щодо законів про усиновлення в Австралії. Фернесс є покровителем Фонду Lighthouse для переміщених дітей і Міжнародних названих сімей у Квінсленді. Вона — посол World Vision і працює в Консультативному комітеті Film Aid International, працюючи з біженцями у всьому світі.

## Особисте життя
Познайомилася з актором Г'ю Джекманом на зніманні австралійського телесеріалу «Корреллі» 1995 року. Їхня весільна церемонія відбулася 11 квітня 1996 року в соборі Св. Джона в Тораку, штат Вікторія, передмісті Мельбурна. Після двох викиднів вони усиновили двох дітей: хлопчика 2000 року народження та дівчинку 2005 року народження. Портрет Фернесс і Джекмана роботи Пола Ньютона став фіналістом премії Арчібальда 2022 року. У вересні 2023 року пара оголосила про розлучення.

## Вшанування
2014 року була названа австралійкою року в Новому Південному Уельсі за її роботу в кампанії з усиновлення.

## Фільмографія
| Рік       |    | Українська назва         | Оригінальна назва                             | Роль                          |
| --------- | -- | ------------------------ | --------------------------------------------- | ----------------------------- |
| 1975      | с  | Посилка                  | The Box                                       | дівчина                       |
| 1975      | с  | Дивізіон 4               | Division 4                                    | юначка                        |
| 1979      | с  | Увʼязнений               | Prisoner                                      | Конні (в титрах не зазначена) |
| 1980      | с  |                          | Cop Shop                                      | Тріша Кларк                   |
| 1983—1984 | с  | Королі                   | Kings                                         | Френсіс Далтон                |
| 1984      | с  | Спеціальний загін        | Special Squad                                 | Ліз Дженкінс                  |
| 1985      | с  | Сусіди                   | Neighbours                                    | Лінда Філдінг                 |
| 1985      | с  | Летучі лікарі            | The Flying Doctors                            | Френ                          |
| 1985      | с  |                          | Glass Babies                                  | Джоан Сімпсон                 |
| 1985      | ф  | Несумісні мрії           | Crossover Dreams                              | Статуя Свободи                |
| 1985      | ф  | Дженні цілує мене        | Jenny Kissed Me                               | Керол Грей                    |
| 1985      | ф  | Гірський доглядач        | Cool Change                                   | Лі                            |
| 1986      | ф  | Чоловік Хитун-Бовтун     | The Humpty Dumpty Man                         | Кармел                        |
| 1986      | с  | Фаст Лейн                | The Fast Lane                                 | Стелла                        |
| 1987      | с  | Фелкон Крест             | Falcon Crest                                  | Кейтлін                       |
| 1987      | тф | Питання зручності        | A Matter of Convenience                       | Вальма                        |
| 1987      | ф  | Маленька частина         | The Bit Part                                  | викладачка                    |
| 1988      | с  | Летучі лікарі            | The Flying Doctors                            | Саппфір                       |
| 1988      | тф | Акт зради                | Act of Betrayal                               | Кеті                          |
| 1988      | с  |                          | Fields of Fire II                             | Клоріс                        |
| 1988      | ф  | Ганьба                   | Shame                                         | Аста Каделл                   |
| 1988      | ф  | Злі янголи               | Evil Angels                                   | репортерка                    |
| 1988      | ф  | Два брати біжуть         | Two Brothers Running                          | секретарка                    |
| 1988      | ф  | Селія                    | Celia                                         | міс Грінввей                  |
| 1990      | ф  | Останній з найкращих     | The Last of the Finest                        | Лінда Дейлі                   |
| 1991      | ф  | Мандрівник               | Homo Faber                                    | Айві                          |
| 1991      | ф  | Чекаю                    | Waiting                                       | Діана                         |
| 1992      | ф  | Продавці новин           | Newsies                                       | Естер Джейкобс                |
| 1993      | с  | Старк                    | Stark                                         | Кріссі                        |
| 1993      | тф | Сінгапурська петля       | Singapore Sling                               | Енні                          |
| 1994      | с  | Джі-Пі                   | G.P.                                          | Кейт Моррісон                 |
| 1995      | с  | Галіфакс                 | Halifax f.p.                                  | Бріджит Грант                 |
| 1995      | с  | Корреллі                 | Correlli                                      | Луїза Корреллі                |
| 1995      | ф  | Янголятко                | Angel Baby                                    | Луїза Гудмен                  |
| 1995      | кф | Коли Гаррі зустрів Саллі | When Harry Coached Sally                      | Саллі                         |
| 1995—1996 | с  | Вогонь                   | Fire                                          | Долорес Кеннеді               |
| 1997      | с  | Рик                      | Roar                                          | Агрона                        |
| 1998      | ф  | Мак-мільйонер            | The Real Macaw                                | Бет                           |
| 2000      | с  | Перетворення             | SeaChange                                     | Вікі                          |
| 2006      | ф  | Джиндабайн               | Jindabyne                                     | Джуд                          |
| 2008      | ф  | Лунатизм                 | Sleepwalking                                  | Денні                         |
| 2009      | ф  | Ціна краси               | Beautiful                                     | місис Томпсон                 |
| 2009      | ф  | Прокляті                 | Blessed                                       | Таня                          |
| 2010      | мф | Легенди нічної варти     | Legend of the Guardians: The Owls of Ga'Hoole | Барран (озвучення)            |
| 2013      | мс | Фінеас і Ферб            | Phineas and Ferb                              | додаткові голоси              |
| 2016      | с  |                          | Hyde&Seek                                     | Клавдія Россіні               |
| 2023      | ф  | Місто таємниці: Зникла   | Force of Nature: The Dry 2                    | Джилл Бейлі                   |

## Нагороди
- 1988 Премія SIFF за найкращу жіночу роль на Міжнародному кінофестивалі в Сіетлі.
- 1988 Премія Кінокритиків Австралії за найкращу жіночу роль.
- 1991 Срібна мушля за найкращу жіночу роль на Міжнародному кінофестивалі в Сан-Себастьяні[29].